# 2MASS J01235905-4240073
2MASS J01235905-4240073 ist ein Brauner Zwerg im Sternbild Phönix und der Spektralklasse M8. Seine Position verschiebt sich aufgrund seiner Eigenbewegung jedes Jahr um 0,271 Bogensekunden. Er wurde 2005 von Lodieu et al. entdeckt.